# Guirvidig
Guirvidig  est une localité du Cameroun, située dans la commune de Maga , département du Mayo-Danay, Région de l'Extrême-Nord.  

## Géographie et administration
Guirvidig est localisé à 10° 52' 50 Nord de latitude et 14° 50' 4 Est de longitude. Un dialecte de la langue Muskum, Muzuk (Mousgoum de Guirvidig), est parlé dans la localité.

## Attaques terroristes
En 2014, Guirvidig a été un site de combats entre Boko Haram et l'armée camerounaise durant lesquels un camp d'entraînement de Boko Haram a été détruit. Le 28 décembre 2014, les troupes camerounaises ont repoussé simultanément quatre raids de Boko Haram dans les localités de Amchidé, Makari, Limani, Guirvidig, Waza et Achigachia, tous situés dans la région de l'Extrême Nord du Cameroun.

## Personnalités nées à Guirvidig
- Ahmadou Evélé (1949), spécialiste du saut en hauteur